# Kirche Szillen
Bei der Kirche Szillen (russisch Кирха Жиллена Kircha Schillena, der Ort hieß zwischen 1936 und 1946: Schillen) handelt es sich um einen verputzten Backsteinbau, der – nach Einsturz des Gebäudes bis auf den Chorraum 1818 – im Jahre 1819 (der Turm: 1827) wieder aufgebaut wurde. Sie war bis 1945 evangelisches Gotteshaus für die Bewohner des einst ostpreußischen Kirchspiels des heute Schilino genannten Ortes in der russischen Oblast Kaliningrad (Gebiet Königsberg (Preußen)).

## Geographische Lage
Das heutige Schilino liegt 15 Kilometer südlich der Kreisstadt Neman (Ragnit) und ist Bahnstation an der derzeit nicht betriebenen Bahnstrecke Tschernjachowsk–Sowetsk (Insterburg–Tilsit). Das Dorf ist Kreuzungspunkt fünf verschiedener Straßen, die es direkt mit Neman (Ragnit), Lunino (Lengwethen, 1938 bis 1946 Hohensalzburg), Nowokolchosnoje (Sandlauken, 1938 bis 1946 Sandfelde), Obrutschewo (Groß Wingsnupönen, 1938 bis 1946 Großwingen), Bolschakowo (Groß Skaisgirren, 1938 bis 1946 Kreuzingen) und Uljanowo (Kraupischken, 1938 bis 1946 Breitenstein) verbinden.
Die Kirchenruine steht innerorts nördlich der Straße 27K-186 nach Luinino.

## Kirchengebäude
Eine erste Kirche wurde in Szillen zur Gründung des Kirchspiels im Jahre 1629 errichtet. Bei ihr handelte es sich um einen Bau aus Fachwerk, der jedoch 1698 zusammenbrach.
Im Jahre 1701 wurde eine neue Kirche gebaut, aus Feldsteinen und Ziegeln mit einem 44 Meter hohen Turm. Das Gotteshaus hatte einen polygonalen Chorabschluss. Zur Einweihung erschien auch der soeben in Königsberg gekrönte preußische König Friedrich I. Davon berichtete eine Inschrift an der Kirche:

„Gott erhalt den ersten König und dies neue Gottes Haus.

Bring er bis zum letzten Tage uns nur Gnad und Segen aus.

Preußens König Friedrich I. hat dies Gotteshaus gebauet.

Dieses ist sein erstes Haus, als man ihn den Ersten schauet.“

Diese Kirche allerdings wurde 1818 durch einen Orkan bis auf den Altarraum zerstört. Ein Jahr später hatte man das Kirchenschiff bereits wieder aufgebaut, der Turm wurde 1827 vollendet.
Die Decke des Innenraumes der Kirche war in der Mitte gewölbt, an den Seiten über den Emporen war sie flach. Altar und Kanzel stammten aus der Zeit um 1720 und wurden 1820 zum Kanzelaltar vereinigt. Beide waren reich verziert. Aus demselben Jahr und derselben Schule stammte der Beichtstuhl. Im Jahre 1832 erhielt die Kirche eine Orgel, die 1910 grundlegend erneuert wurde. Das Geläut bestand aus zwei Glocken.
Die Weltkriege überstand die Kirche unversehrt. Nach 1945 jedoch diente sie als Lagerhalle für Getreide. Den Turmhelm trug man 1965 ab. Aufgrund mangelnder Gebäudepflege setzte ein starker Verfall ein, so dass man das einstige Gotteshaus 1983 bereits nicht mehr als Getreidespeicher nutzen konnte. In demselben Jahr noch brannte das Gebäude aus und das Dach stürzte ein. Heute steht nur noch eine Ruine mit Mauerteilen vom Turm, Schiff und Chor.

## Kirchengemeinde
Das Kirchspiel Szillen wurde im Jahre 1629 gegründet und war nach Tilsit und Kraupischken (1938 bis 1946 Breitenstein genannt) das drittälteste Kirchspiel im bis 1945 bestehenden Kirchenkreis Tilsit-Ragnit. Dieser war Teil der  Kirchenprovinz Ostpreußen der Kirche der Altpreußischen Union. Eigene Pfarrer amtierten an der Kirche Szillen von Anfang an. Das Kirchenpatronat war königlich bzw. staatlich. Im Jahre 1925 gehörten 7.500 Gemeindeglieder zur Pfarrei, die in über 50 Orten, Ortschaften und Wohnplätzen lebten.
Aufgrund von Flucht und Vertreibung der einheimischen Bevölkerung sowie der restriktiven Kirchenpolitik der Sowjetunion kam das kirchliche Leben nach 1945 in Schilino zum Erliegen.
Heute liegt der Ort im weitflächigen Einzugsbereich der neu entstandenen evangelisch-lutherischen Gemeinde in Sabrodino (Lesgewangminnen, 1938 bis 1946 Lesgewangen) in der Propstei Kaliningrad (Königsberg) der Evangelisch-lutherischen Kirche Europäisches Russland.

### Kirchspielorte
In das Kirchspiel Szillen waren – neben dem Pfarrort – noch 54 Dörfer und kleinere Ortschaften eingepfarrt:
| Name                            | Änderungsname 1938 bis 1946 | Russischer Name            |  | Name                                | Änderungsname 1938 bis 1946 | Russischer Name         |
| ------------------------------- | --------------------------- | -------------------------- |  | ----------------------------------- | --------------------------- | ----------------------- |
| *Anstippen                      | Ansten                      | Antipino                   |  | *Nurnischken                        | Dreisiedel                  | Pokrowskoje             |
| Aschmoweitkuhnen                | ab 1933: Achtfelde          |                            |  | *Ostwethen                          | Ostfelde                    |                         |
| Babillen                        | Billen                      | Bobry                      |  | Paballen                            | Werfen                      | Wischnjowoje            |
| Bebruwethen                     | Bebern                      |                            |  | Padaggen                            | Brandenhof                  | Lasarewo, dann: Bobry   |
| Blindupönen                     | Weidenfließ                 |                            |  | Pakullen                            | Fuchshausen                 |                         |
| Boyken                          |                             | Boizowo, dann: Pokrowskoje |  | Papuschienen                        | Buschdorf                   |                         |
| Bruiszen, 1936–1938: Bruischen  | Lindenbruch                 | Puschkino                  |  | Petratschen                         | Petersmoor                  | Tuschinskoje            |
| *Czibirben                      | Birben                      | Puschkino                  |  | Poszunen, 1936–1938: Podschuhnen    | Eichenheim                  |                         |
| Dejehnen                        | Dehnen                      | Wischnjowoje               |  | Popelken                            | Bruchfelde                  | Prudowka                |
| Duden                           |                             | Krutschinino               |  | Rablauken                           | Rabenhof                    |                         |
| Falkenstein, Forst              |                             |                            |  | Rethenay                            | Rethen                      |                         |
| Gaidszen, 1936–1938: Gaidschen  | Drosselbruch                | Watutino                   |  | *Ruddecken                          |                             | Rudakowo                |
| Gerlauken                       |                             |                            |  | *Sackeln                            |                             |                         |
| Grüneberg, Forst                |                             |                            |  | *Schleckaiten                       | Schlecken                   | Torfjanowka             |
| Gurbischken                     | Nettelhorst                 | Gorbunowo                  |  | Schunwillen                         | Argenau                     | Jurjewo, dann: Fadejewo |
| Hirschberg, Forst               |                             |                            |  | Schwirblienen                       | Mühlenhöh                   | Bobry                   |
| Ilauszen, 1936–1938: Ihlauschen | Hochmooren                  |                            |  | *Skrebudicken                       | Finkental                   | Minino                  |
| Jägerkrug                       |                             | Markowskoje                |  | Sommerau                            |                             | Sagorskoje              |
| Jodszehmen                      | Schwarzerd                  | Polewoje                   |  | Thorunen                            |                             |                         |
| Jurken                          |                             | Schubino                   |  | Usseinen                            | Larischhofen                |                         |
| Kartzauningken                  | Fichtenwalde                | Roschtschino               |  | Uszberszen, 1936–1938: Uschberschen | Birkenweide                 | Fjodorowo               |
| Kindschen                       |                             |                            |  | *Uszelxnen 1936–1938: Uschelxnen    | Erlenbruch                  | Wischnjowoje            |
| Krebschen                       | Eichbaum                    | Pokrowskoje                |  | *Uszlauszen                         | Eichenhorst                 |                         |
| Kropien, ab 1928: Usseinen      | Larischhofen                |                            |  | Wilkawischken                       | Wildhegen                   | Kowaljowo               |
| Lepalothen                      | Siebenkirchberg             | Ochotnitschje              |  | Wilkerischken                       | Wilkenau                    |                         |
| Maßwillen                       |                             | Aksakowo                   |  | Wingeruppen                         | Bruchhof                    | Wolkolamskoje           |
| *Norwilkischken                 | Argenflur                   | Stanowoje                  |  | Wittgirren-Stannen                  | Stannen                     | Schustowo               |

### Pfarrer
Zwischen 1629 und 1945 amtierten an der Kirche Szillen zwanzig Geistliche als evangelische Pfarrer:
| - Peter Kurzau - Erhard Waldeck, 1643–1646 - Friedrich Prätorius d. Ä., 1646–1785 - Friedrich Prätorius d. J., 1673–1710 - Gabriel Engel, 1711–1731 - Georg Christoph Liebe, 1732–1764 - Johann Ernst Fiedler, 1762–1777 - Bernhard Gottlieb Kalau, 1778–1788 - Justin Ludolph Backhusius, 1789–1807 - Friedrich Wilhelm F. Mielcke, 1807–1845 | - Hermann Julius Albert Herford, 1845–1878 - Johann Heinrich August Herford, 1878–1883 - Anton Gustav Laudien, 1883–1893 - August Eduard Sinnhuber, 1893 - Richard Otto Rudolf Werner, 1893–1906 - August W. Hermann Hartung, 1906–1935 - Paul Benrdien, 1925 - Bruno Jordahn, 1936–1945 - Gerhard Boehm, 1937 - Gerhard Plunder, 1941–1942 |

### Kirchenbücher
Von den Kirchenbüchern der Pfarrei Szillen haben sich erhalten und werden im Evangelischen Zentralarchiv in Berlin-Kreuzberg aufbewahrt:
- Taufen: 1687 bis 1707 sowie 1751 bis 1805
- Trauungen: 1752 bis 1793
- Begräbnisse: 1794 bis 1819.

Darüber hinaus werden folgende Kirchenbücher im Staatsarchiv Allenstein aufbewahrt:
- Tauf-Register: 1883–1902
- Toten-Register: 1800–1893

In der litauischen Akademie-Bibliothek in Wilna befindet sich folgendes Kirchenbuch:
- Verzeichnis der Geburten 1850–1935